# Individuenvariable
Die Individuenvariable bezeichnet eine Variable, die als Platzhalter für eine Individuenkonstante, einen Individuennamen steht.
Synonyme sind „Gegenstandsvariable“ oder „Individualvariable“. 
Symbolisiert werden Individuenvariablen zumeist durch lateinische Kleinbuchstaben x, y, z.
Verwandte Unterbegriffe des gemeinsamen Oberbegriffs Variable (Kohyponyme) sind unter anderem Prädikatvariable und Aussagenvariable.
Gegenbegriff (Antonym) ist die Individuenkonstante (der Individuenname).
Individuenvariablen ermöglichen es, in All- oder Existenzaussagen über Individuen des zugrundeliegenden Individuenbereichs zu sprechen, ohne dabei konkrete Individuen zu nennen. 
Man sagt dann
„für jedes Individuum x gilt: …“ (symbolisch: {\displaystyle \forall (x)...})
oder
„es gibt mindestens ein Individuum x, für das gilt: …“ (symbolisch: {\displaystyle \exists (x)}).
Falls in einer Aussagenfunktion Individuenvariablen als einzige freie Variable vorkommen und man die Individuenvariable durch Individuenkonstante ersetzt, erhält man eine Individualaussage oder singuläre Aussage.